# Акамир
Акамир (грчки: Ἀκάμηρος; умро после 799) је био архонт Словена из Верзетије, вођа устанка против царице Ирине 799. године.

## Биографија
Једини извор који помиње Акамира јесте хроника Теофана Исповедника. Као вође побуне Теофан наводи синове Константина V (741—775), бивше цезаре Нићифора и Христофора и њихову млађу браћу Никиту, Антимоса и Евдокима. Њихов покушај да државним ударом дођу на власт уместо свог полубрата, Лава IV Хазара (775—780) завршен је неуспешно те су кажњени ослепљењем. Након Лавове смрти Ирина преузима власт у име малолетног сина Константина IV до 797. године када потпуно самостално преузима власт над Царством. Ујаке младог цара послала је у изгнанство у Атину како јој не би угрозили власт. Марта 799. године Акамир, у дослуху са трупама Хеладе, планира да једног од браће прогласи за цара. Ирина је, међутим, информисана о устанку те је послала рођака који је у Атини заробио браћу, ослепео их и послао на острво Панормо у Мраморном мору. Акамир се више не помиње у изворима.
Територија којом је Акамир владао идентификована је као Велегезитија, подручје око Димитријаде у источној Тесалији на којој су живели Велегезити.